# Parlement de Chambéry
Le Parlement de Chambéry ou Parlement de Savoie, est une cour souveraine de justice française, installée à la suite de l'annexion du duché de Savoie, entre 1536 et 1559, dans la ville de Chambéry.

## Histoire
Lors de l'occupation du duché de Savoie par les troupes françaises du roi François Ier, entre 1535 et 1559, l'occupant instaure à Chambéry, en 1536, un Parlement.
L'occupation de la Savoie passe par une « restauration à l’identique des anciennes institutions » (Houllemare). Il s'agit, nous dit l'historienne Houllemare, d'une « forme d’intégration administrative « par le haut », soumettant à une juridiction française existante les juridictions inférieures, mais sans mettre en cause les formes institutionnelles locales ».
Le Parlement de Savoie est institué par lettres patentes du 6 juin 1536.
Le parlement disparait en 1559 lorsque la Savoie est restituée au duc Emmanuel-Philibert à l'occasion des traités du Cateau-Cambrésis

## Composition et organisation
Les LP de juin 1536 prévoient la mise en place de « deux présidents, dix conseillers, d'un procureur général, d'un avocat général et d'un nombre de substituts indéterminés ». Un onzième conseiller est créé en 1554.
Le roi Henri II « les présidents et conseillers de son Parlement de Savoie sont souverains comme ceux des autres Parlements de France, et qu'ils pourront siéger dans iceux lorsque l'occasion s'en présentera. »

## Nominations
- 10 février 1538 — 1552 : Raymond Pellisson, originaire d'Auvergne, ancien professeur de droit.
  - v. 1537 : Jean (de) Truchon, puis premier président du Parlement du Dauphiné (1554).
  - v. 1537 : Julien Tabouet, procureur général.
- 1551 (par intérim) : Claude Paschal, seigneur de Valentier, docteur ès droit, ancien conseiller de Grenoble.
- 1552 — † 1558 : Claude Paschal (Pascal), seigneur de Valentier.
  - 5 février 1555 : Guillaume Desportes, président de Chambre.
  - 1554 : Mathieu Coignet, procureur général.
- — † 11 juillet 1558 : Raymond Pellisson.

### Fonds d'archives
- Fonds du Parlement de Chambéry (1540 - 1559).  Cote : 1B. Chambéry : Archives départementales de la Savoie (présentation en ligne).